# Tercer Orde Regular de Sant Francesc
El Tercer Orde Regular de Sant Francesc (en llatí Tertius Ordo Regularis Sancti Francisci) és un institut de vida consagrada de l'Església catòlica. Deriva d'una branca del Tercer Orde Franciscà, al seu torn derivat del moviment penitent fundat per Sant Francesc d'Assís el 1211. Des del 1447 constitueix un orde mendicant autònom canònicament al si de la família franciscana; els seus membres posposen al nom les sigles T.O.R..
Els terciaris regulars són presents a: Alemanya, Croàcia, Espanya, França, Itàlia i Suècia, Estats Units, Mèxic, Brasil, Paraguai, Perú, Bangladesh, Filipines, Índia, Sri Lanka i Sud-àfrica; estan organitzats en set províncies, sis viceprovíncies, quatre comissariats i tres delegacions. La cúria general és a la Basílica de Santi Cosma e Damiano de Roma.
Es dediquen, sobretot, a l'apostolat a les parròquies, a obres de misericòrdia per als necessitats, l'educació i la catequesi, les missions i l'apostolat mitjançant publicacions.
A final de 2005 l'orde comptava amb 198 convents i 883 frares, 569 dels quals preveres.

## Història
A més de la fundació dels ordes dels Frares Menors i les clarisses, sant Francesc d'Assís va voler donar també instruccions als laics que volien participar, sense fer-se religiosos, de l'espiritualitat i la regla dels seus ordes. Aquests laics serien el Tercer Orde de Sant Francesc (T.O.F.), anomenats també Orde Franciscà de la Penitència. Per a ells, Francesc redactà la Prima Lettera ai fedeli penitenti (1215, Primera carta als fidels penitents), la Seconda Lettera ai fedeli penitenti (Segona carta) i el Memoriale propositi o Regola antica (1221, Regla antiga).
La regla d'aquest moviment laic va ser elogiada per molts papes i aprovada definitivament pel Papa Nicolau V amb la butlla Supra Montem del 18 d'agost de 1289. Al costat dels penitents, que vivien al món, sense prendre l'hàbit, al llarg del segle xiii van néixer espontàniament comunitats de terciaris, que cercaven una implicació major en la pràctica franciscana de la vida evangèlica: el Tercer Orde es dividí, llavors, en Tercer Orde Secular de Sant Francesc (T.O.S., des de 1978 Orde Franciscà Secular, O.F.S.) i en Tercer Orde Regular.
L'origen dels terciaris regulars és discutit: alguns n'atribueixen la fundació a Santa Elisabet d'Hongria el 1228; altres, a santa Angelina de Marsciano el 1395, que va establir a Foligno (Úmbria) un monestir franciscà de monges terciàries enclaustrades.
Bonifaci VIII, amb la butlla Cupientes cultum de l'11 de juliol de 1295, va aprovar oficialment l'estil de vida comunitària i l'activitat pastoral dels terciaris franciscans regulars, concedint-los llocs propis de culte. L'aprovació va ser confirmada per Joan XXII amb la butlla Altissimo in divinis, promulgada el 18 de novembre de 1323; finalment, el Papa Nicolau V, amb la Pastoralis officii (20 de juliol de 1447) aprovà la federació de les fraternitats terciàries d'Itàlia com un orde religiós canònicament diferent al franciscà, que forma part de la família franciscana i amb un ministre general propi; els seus membres prenen vots solemnes.